# 藤村直己
藤村 直己（ふじむら なおき、1971年2月8日 - ）は、広島テレビ（HTV）のエンターテインメントパーソナリティ。

## 来歴・人物
神奈川県横浜市出身（厳密には出生は熊本県、育ちは兵庫県、実家は神奈川県にある）。法政大学を卒業後、1993年広島テレビに入社。スポーツアナウンサーとしてプロ野球（広島東洋カープ）やサッカー（サンフレッチェ広島、高校選手権）などの実況中継などを担当。『旬感テレビ派ッ!』の中継キャスターとして活躍。2007年は同局の看板番組であった『テレビ宣言』のメインキャスターを務めた。

## 過去の担当番組
- 柏村武昭のテレビ宣言
- ズームイン!!朝!広島担当キャスター
- 進め!スポーツ元気丸（2001年、2003年 - 2006年）
- テレビ宣言（2007年、メインキャスター、中継キャスター）
- PRIDE&SPIRIT 日本プロ野球（広島東洋カープ戦）
- 旬感テレビ派ッ!（中継キャスター（きょうの現場）・2008年4月～終了）
- おしゃべり唐揚げ あげ太くん（2018年8月13日）本人役
- パパんち おやつの時間（Ustream）
- STU↗でんつ!（2018年4月7日 - ） - プロデューサー